# 鈴木祐斗
鈴木祐斗（日语：／ Suzuki Yūto，1993年7月6日—），為日本的漫畫家。來自愛知縣名古屋市。畢業於東京藝術大學日本畫科。
代表作為在《週刊少年Jump》上連載的《SAKAMOTO DAYS 坂本日常》。

## 經歷
高中時期曾打過籃球。之後以「繼續讀書太辛苦」、「籃球社的前輩以此為目標」為由，將東京藝術大學作為目標邁進。就讀大學期間埋首於打工。畢業後一邊在藝術家的工作室擔任影像作品的分鏡製作，一邊創作漫畫。
2019年4月29日在集英社旗下的《少年Jump+》上，刊載作品《骸区》並正式出道。此作有被做成有聲漫畫
2019年9月1日在《少年Jump+》上發表單篇漫畫《更衣間》。此作也有作成有聲漫畫，並改編為系列電視劇《世界奇妙物語》的其中一回（2020年）。
以《Jump GIGA》2020冬上刊載的單篇漫畫《SAKAMOTO -坂本-》為原型，於《週刊少年Jump》上，自2020年51號開始連載《SAKAMOTO DAYS 坂本日常》，目前連載中。

## 人物
成為漫畫家的理由是「不要一輩子都在工作」以及「純粹地喜歡著漫畫」。此外，選擇漫畫這個領域也是將自身「做得到的事、想做到的事、活用至今累積的技能」交集後得出的結果。
曾在2019年8月的訪談中表示，今後的目標是連載及動畫化。
表示自身受到大友克洋《童夢》的影響。
想要轉換心情時會睡覺、看漫畫或是看YouTube。

## 作品
| 標題                   | 形式 | 刊登於                    | 單行本 | 備註       |
| ---------------------- | ---- | ------------------------- | ------ | ---------- |
| 骸區                   | 短篇 | 少年Jump+ 2019年4月29日   | 未收錄 | 出道作     |
| 更衣間                 | 短篇 | 少年Jump+ 2019年9月1日    | 未收錄 |            |
| SAKAMOTO -坂本-        | 短篇 | Jump GIGA 2020 WINTER     | 未收錄 | 連載版前身 |
| SAKAMOTO DAYS 坂本日常 | 連載 | 週刊少年Jump 2020年51號－ | －     |            |